# Баварсько-Штраубінзьке герцогство
Баварсько-Штраубінзьке герцогство (нім. Bayern-Straubing) або Штраубінг-Голландське герцогство (нім. Bayern-Straubing-Holland; 1353 —1432 роки) — герцогство, що утворилося внаслідок розподілу герцогства Нижня Баварія між представниками династії Віттельсбахів. Завдяки династичному шлюбу приєднало Голландське, Зеландське та Еноське графства. В подальшому саме ці володіння стали основними в герцогстві. Представники правлячого дому брали активну участь у подіях Столітньої війни. У 1432 році після вимирання цієї лінії Віттельсбахів володіння було розділено між Баварією-Інгольштадтом, Баварією-Мюнхеном, Ландсгут-Баварією та Бургундією.

## Історія
Основу утворення герцогства покладено імператором Людвігом IV з династії Віттельсбахів, коли він у 1324 році оженився на Маргариті, старшій доньці Вільгельма III, графа Голландії, Зеландії та Ено. Після смерті імператора у 1347 році його сини деякий час керували Баварією та іншими володіннями разом. У 1349 році укладено Ландсберзький договір, за яким утворилося герцогство Нижня Баварія, яким керували троє синів Стефан ІІ, Вільгельм І та Альбрехт І. Того ж року один з синів Людвіга IV — Вільгельм I отримав дідову спадщину по матері — графства Голландія, Зеландія та Ено. Остаточно він затвердився тут у 1352 році.

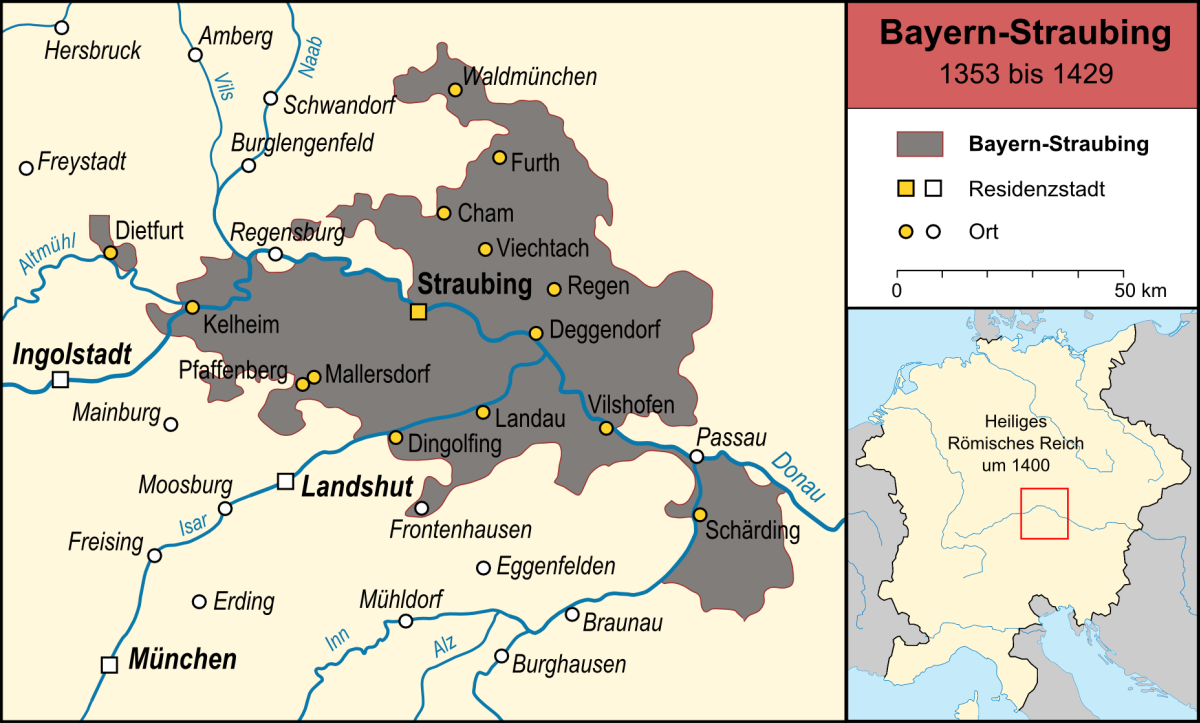
Баварія-Штраубінг

У 1353 році за Регенсбурзькою угодою герцогство Нижня Баварія було розділено, з якої утворилося два герцогства: Баварсько-Штраубінзьке (зі столицею у місті Штраубінг) та Ландсгут-Баварське. Баварсько-Штраубінзьке герцогство розташовувалося по обидва боки від Дунаю: від Кельгейма на заході до Шердинга на сході, а також від Фуртуна на півночі до Дінгольфінга на півдні. Відрізнялося від інших баварських герцогств своєю єдністю на відміну від сусідів.
З 1357 році фактичним правителем в Штраубінгу став брат Вільгельма I — Альбрехт I. За часи володарювання останнього держава набула найбільшого піднесення. Водночас відбулося фактично перенесення центру прийняття рішень з баварських володінь до нідерландських. Зрештою столицею герцогства стало основне голландське місто Гаага, де знаходився герцогський двір. До попередніх володінь на деякий час доєднано Фрізландію, проте герцоги постійно придушували повстання фризів. У 1363 році розділено з Ландсгут-Баварським герцогством герцогство Верхня Баварія. Разом з тим з 1392 до 1412 року точилася боротьба, що час від часу перетворювалась на збройних конфлікт, між партіями тріски (бюргерства) та гачків (аристократів). Зрештою перемогу здобула партія тріски.
З 1408 року герцоги постійно маневрували, не бажаючи брати бік Англії або Франції у Столітній війні. Зрештою через союз з Бургундією та після поразки французької армії у битві при Азенкурі 1415 року стали на бік Англії. У 1418—1421 роках вирувала боротьба за владу між Йоганном III та його небогою Якобою, що завершилася перемогою першого. Разом з тим посилився вплив Бургундії. У 1428 році за Делфтською угодою графства Голландія, Зеландія та Ено передано в управління бургундського герцога Філіппа III (остаточно став графом у 1433 році). У 1429 році Якобу було позбавлено герцогства Баварсько-Штраубінзького, яке за рішенням Пресбурзького арбітражу імператора Сигізмунда I розділено між Баварсько-Мюнхенським, Баварсько-Інгольштадтським і Ландсгут-Баварським герцогствами. Рішення було виконано 1432 року.

## Урядування
Герцоги зазвичай безпосередньо керували усіма землями, як в Нідерландах, так в Нижній Баварії. Тому вони часто подорожували містами, уздовж Рейну та Дунаю. Втім частіше герцоги перебували в Голландії та Зеландії. На час їх відсутності управління герцогством Баварія-Штраубінг здійснював герцогський радник. Згодом збільшилося значення очільників канцелярії герцога, реєстраторів, нотаріусів, ландфлегерів (аналог бургграфів). Інколи призначали спеціальних губернаторів (адміністраторів), але цю посаду надавали найбільш довіреним особам. Серед службовців переважали представники міст, бюргерства, лише посади правників або будь-якій пов'язані з юриспруденцією належали до квоти знаті.
Особлива роль у герцогстві відводилася нідерландським володінням. Тут відчутний був вплив баварських чиновників при дворі в Гаазі. Водночас герцоги багато зробили для вдосконалення управління цими графствами. Так, було вперше створено службу, що відповідала за охорону морського узбережжя від піратів та інших злочинців.

## Економіка
Починаючи з 1357 року, в герцогстві швидкими темпами розвивалися торгівля, ремісництво, суднобудування, рибальство. Винятково важливим було винахід засолення оселедців, що відбулося близько 1400 року в Голландії. Це дозволило швидко солити рибу та збувати її. Від цього скарбниця герцога мала значний зиск. Завдяки пільгам міста, що надавали Віттельсбахи, розвивалася текстильна промисловість, набуло потужного розвитку виробництво цегли.
У баварських землях спостерігалося піднесення сільського господарства, розвивалися ринки та ярмарки. Водночас жиди через заборону брати участь в інших галузях економіки перейшли до торгівлі та лихварства, потім банківської діяльності. Найбільшого піднесення Штраубінг досяг у 1410—1417 роках.
Втім значної шкоди економіці було завдано участю герцогів у Столітній війні з 1412 року та в походах проти гуситів в Богемії. В результаті англійці та бургундії сплюндрували значні області Голландії та Ено, а чехи-гусити завдали великої шкоди Баварії-Штраубінг. Разом з тим на час припинення існування герцогство знову економічно відродилося.

## Культура
Центрами освіти й культури були насамперед міста-столиці Гаага і Штраубінг. Тут постійно перебували маляри, поети, письменники, музики. Їх усіх запрошували герцоги для надання пишності своєму двору. Самі володарі були шанувальниками лицарської (куртуазної) культури. З цих міст поширилася гра серед знаті «Папуга» (потрібно було з лука вцілити в фігурку папуги). З художників найбільш відомим став Ян ван Ейк. До цього періоду належить зведення в Штраубінгу церков Санкт-Якоб і Санкт-Файт.

## Герцоги
- Вільгельм I (1353—1388)
- Альбрехт I (1388, фактично 1357—1404)
- Альбрехт II (1388—1397)
- Вільгельм II (1404—1417)
- Йоганн III (1417—1425)
- Якоба (1417—1429, номінально до 1432)